# Sobasina amoenula
Sobasina amoenula är en spindelart som beskrevs av Simon 1898. Sobasina amoenula ingår i släktet Sobasina och familjen hoppspindlar. Inga underarter finns listade i Catalogue of Life.